# Ava Willing Astor

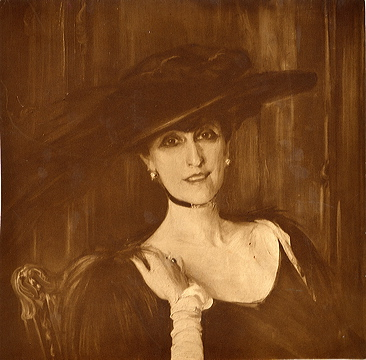
Giovanni Boldini: Porträt von Mrs. Ava Astor, Öl auf Leinwand, um 1909/1919

Ava Willing Astor (* 15. September 1868 in Philadelphia, Pennsylvania als Ava Lowle Willing; † 9. Juni 1958 in New York City, New York) war eine US-amerikanische High Society-Lady in der New Yorker Gesellschaft (Belle Époque) und später ein Mitglied der britischen Aristokratie.

## Leben

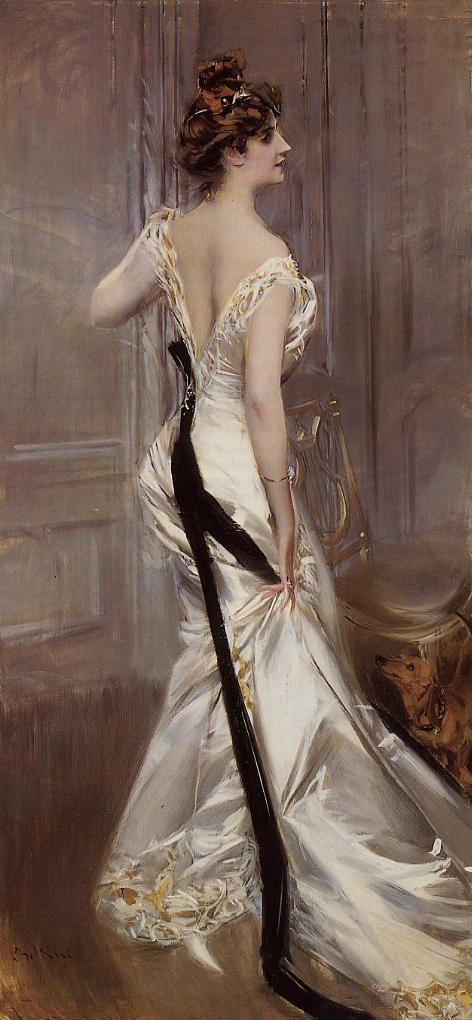
Giovanni Boldini: Mrs. Ava Astor, Öl auf Leinwand, 1905

Ava Lowle Willing stammte aus einer prominenten Familie und war eine direkte Nachfahrin von General Benedict Arnold (1741–1801). Ihr Vater, Edward Shippen Willing (1822–1906), war ein reicher Geschäftsmann und Alice Bell Barton (1833–1903). Unter der Obhut ihrer Großmutter wuchsen die erst einjährige Ava und ihre älteren Geschwister, Susan und John, auf. Die Kindheit von Ava drehte sich um perfektes Benehmen und die gesellschaftliche Repräsentation. Sie besuchte das Mädchen-College Miss Porter’s School in Farmington und galt als ausgesprochen intelligent – sie sprach mehrere Fremdsprachen und zeigte sich an Literatur, Musik und Malerei interessiert.
Am 17. Februar 1891 heiratete Ava Willing in Philadelphia den reichen Erben der Astor-Dynastie Lt.-Col. John Jacob Astor IV (1864–1912), einziger Sohn des wohlhabenden Geschäftsmannes William Backhouse Astor, Jr. und dessen Frau Caroline Webster Schermerhorn. Das junge Ehepaar lebte im Stadthaus an der Fifth Avenue in Manhattan – ein Hochzeitsgeschenk ihrer Schwiegereltern. Aus der Ehe, die allen Berichten zufolge turbulent verlief, gingen zwei Kinder hervor:
- William Vincent (* 15. November 1891; † 3. Februar 1959)

⚭ 1914–1939 Helen Dinsmore Huntington
⚭ 1939–1953 Mary Benedict Cushing
⚭ 1953–1959 Roberta Brooke Russell
- Ava Alice Muriel (* 7. Juli 1902; † 19. Juli 1956)

⚭ 1924–1932 Prinz Serge Plantonowitsch Obolenski (1890–1978), russischer Offizier
⚭ 1933–1939 Raimund von Hofmannsthal († 1974), Sohn des Schriftstellers Hugo von Hofmannsthal
⚭ 1940–1945 Philip John Ryves Harding; britischer Journalist
⚭ 1946–1952 David Pleydell-Bouverie; New Yorker Architekt
Ava Astor war eine exzentrische Schönheit, die ägyptische Magie praktizierte und sich als Reinkarnation der ägyptischen Prinzessin Aknathon ansah. Ihre Dinnerparties, Cocktailempfänge und Wohltätigkeitsbälle für die amerikanischen Geldaristokratie waren berühmt und füllten die Gesellschaftsspalten der Zeitungen; genauso wie ihre extravagante Garderobe und ihre raffinierten Hüte. Neben den gesellschaftlichen Verpflichtungen engagierte sich Ava Astor in mehreren karitativen Organisationen und gehörte zu den wichtigsten Kunstmäzeninnen.

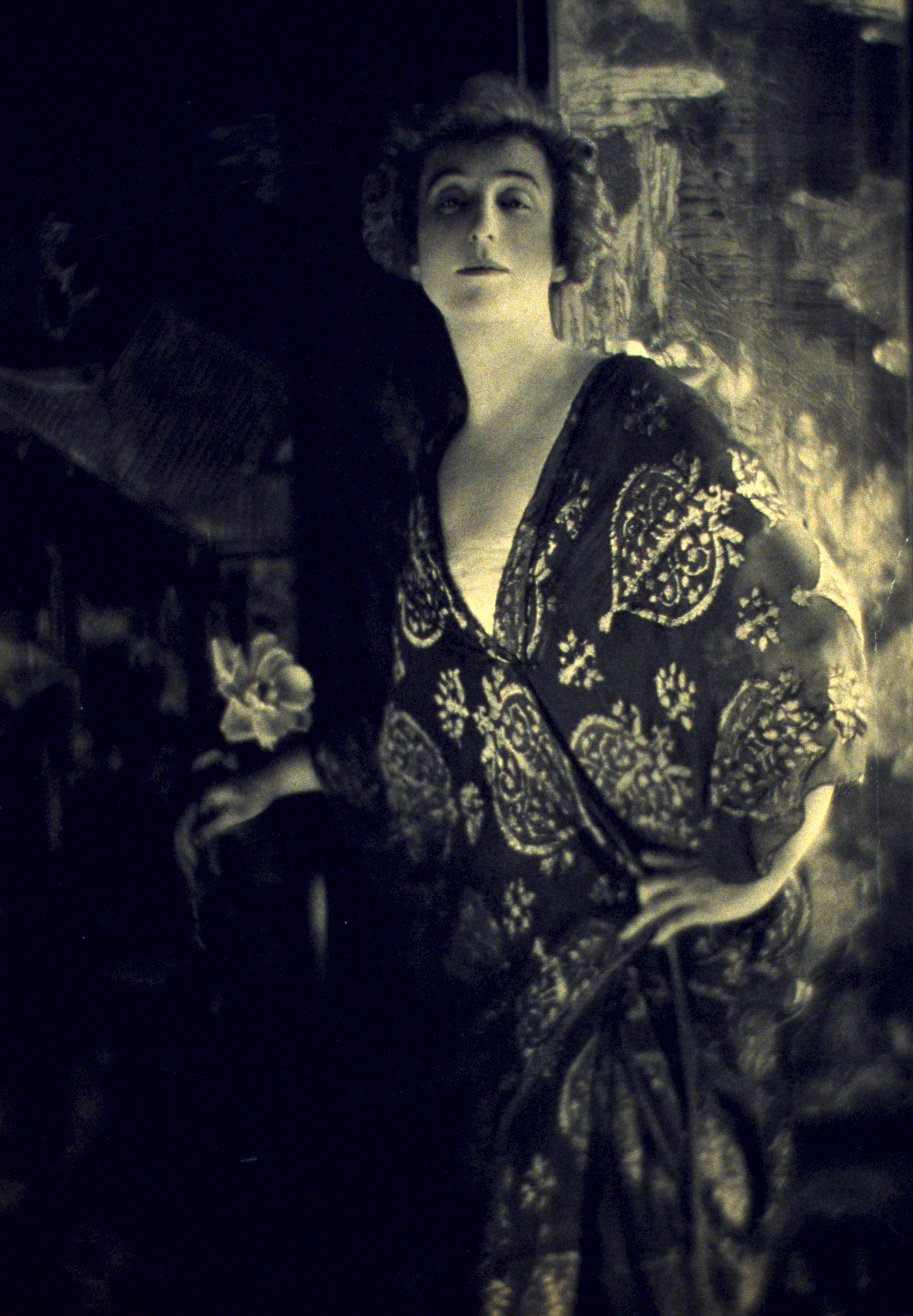
Mrs. Ava Astor, Foto: Frances Benjamin Johnston, um 1900/1907

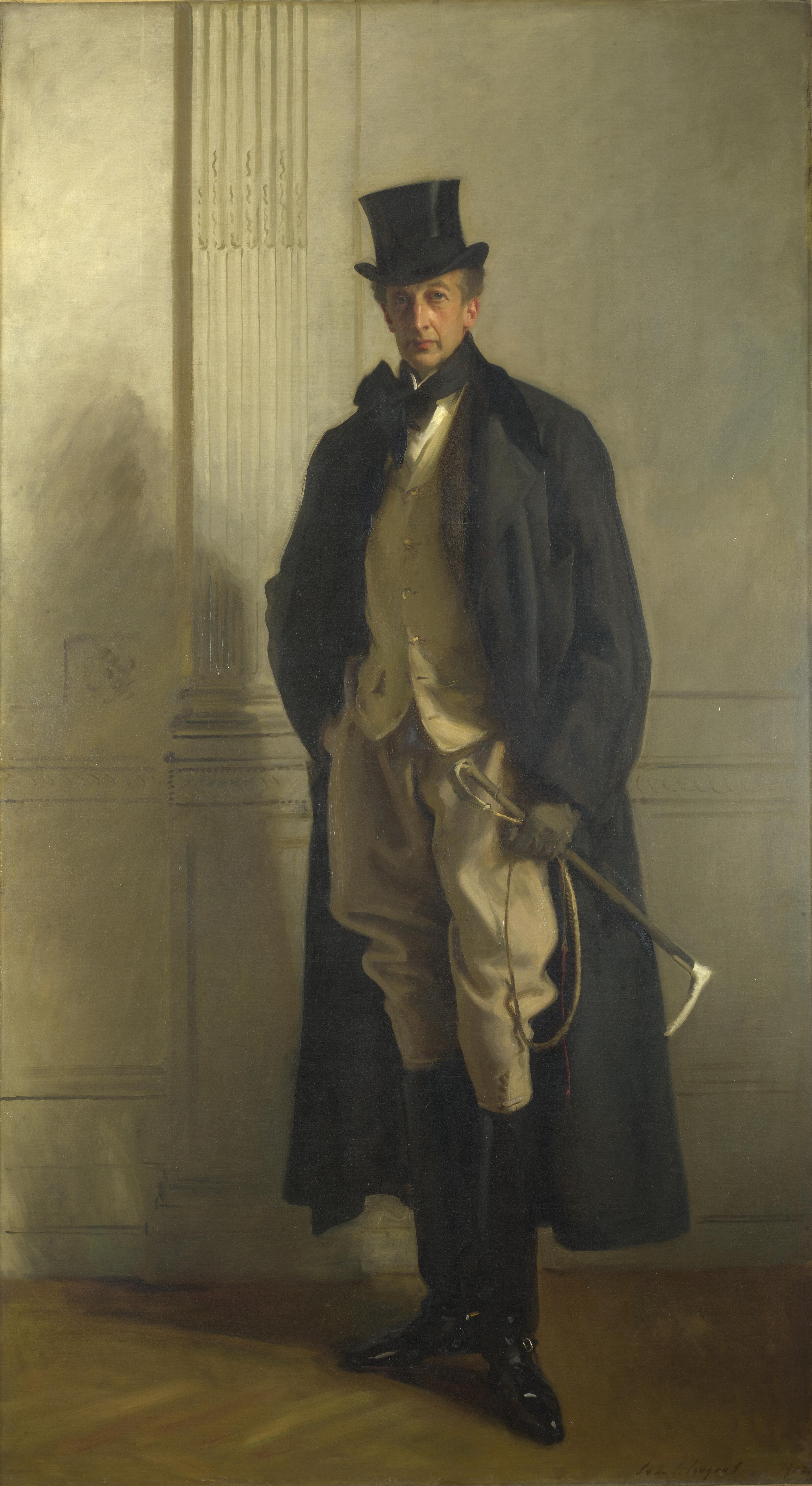
John Singer Sargent: Lord Ribblesdale, Öl auf Leinwand, 1902

Die Ehe mit John Jacob Astor IV, der als launenhafter und schwieriger Mensch bekannt war, zerbrach immer mehr und im November 1909 reichte Ava Astor die Scheidung ein. Ihr Mann ließ über seinen Anwalt verlauten, dass deren Tochter das Resultat einer außerehelichen Beziehung sei. Der Richter entschied, dass die Vorwürfe, die ihr Ehemann gegen sie erhoben hatte, unbegründet seien – die Ehe wurde 1910 wegen unüberbrückbarer Differenzen geschieden. In einer außergerichtlichen Einigung bekam Mrs. Astor das Stadthaus an der Fifth Avenue zugesprochen sowie eine jährliche Rente von 50.000 US-Dollar – letztere jedoch nur solange, bis sie eine neue Ehe eingehen würde.
Zusammen mit ihrer 9-jährigen Tochter unternahm Ava Astor eine mehrmonatige Europareise – im Vereinigten Königreich wohnte sie bei Lady Nancy Astor, einer Cousine ihres Ex-Ehemanns, und bei deren Schwägerin Pauline Astor in deren Londoner Stadthaus. Später kaufte Mrs. Astor eine Stadtvilla am Grosvenor Square und wurde ein prominentes Mitglied der Londoner Gesellschaft. Auf einen der vielen gesellschaftlichen Veranstaltungen lernte sie den 64-jährigen Witwer Thomas Lister, 4. Baron Ribblesdale, kennen, beide heirateten im Juni 1919 in der Londoner St. Mary’s Church. Das Ehepaar bevorzugte das Londoner Leben und weilte nur selten auf dem Landsitz bei Gisburne Park. Sechs Jahre später starb ihr Ehemann an den Folgen eines Schlaganfalls und wurde in der Familiengruft beigesetzt. Lady Ribblesdale kehrte in den 1930er Jahren zurück nach New York City und erwarb erneut die US-amerikanische Staatsbürgerschaft.
Lady Ribblesdale – Millionenerbin, Philanthropin und Grande Dame – starb im Alter von 89 Jahren an den Folgen einer Lungenentzündung und wurde auf dem Friedhof Sleepy Hollow Cemetery in Sleepy Hollow bestattet. Ihr Vermögen von über einer Million US-Dollar und mehrere Immobilien wurde auf ihre vier Enkelkinder aufgeteilt.

## Name in verschiedenen Lebensphasen
- 1868–1891 Ava Willing
- 1891–1910 Ava Astor
- 1919–1958 Ava Lister, Baroness Ribblesdale